# 莱姆里吉斯

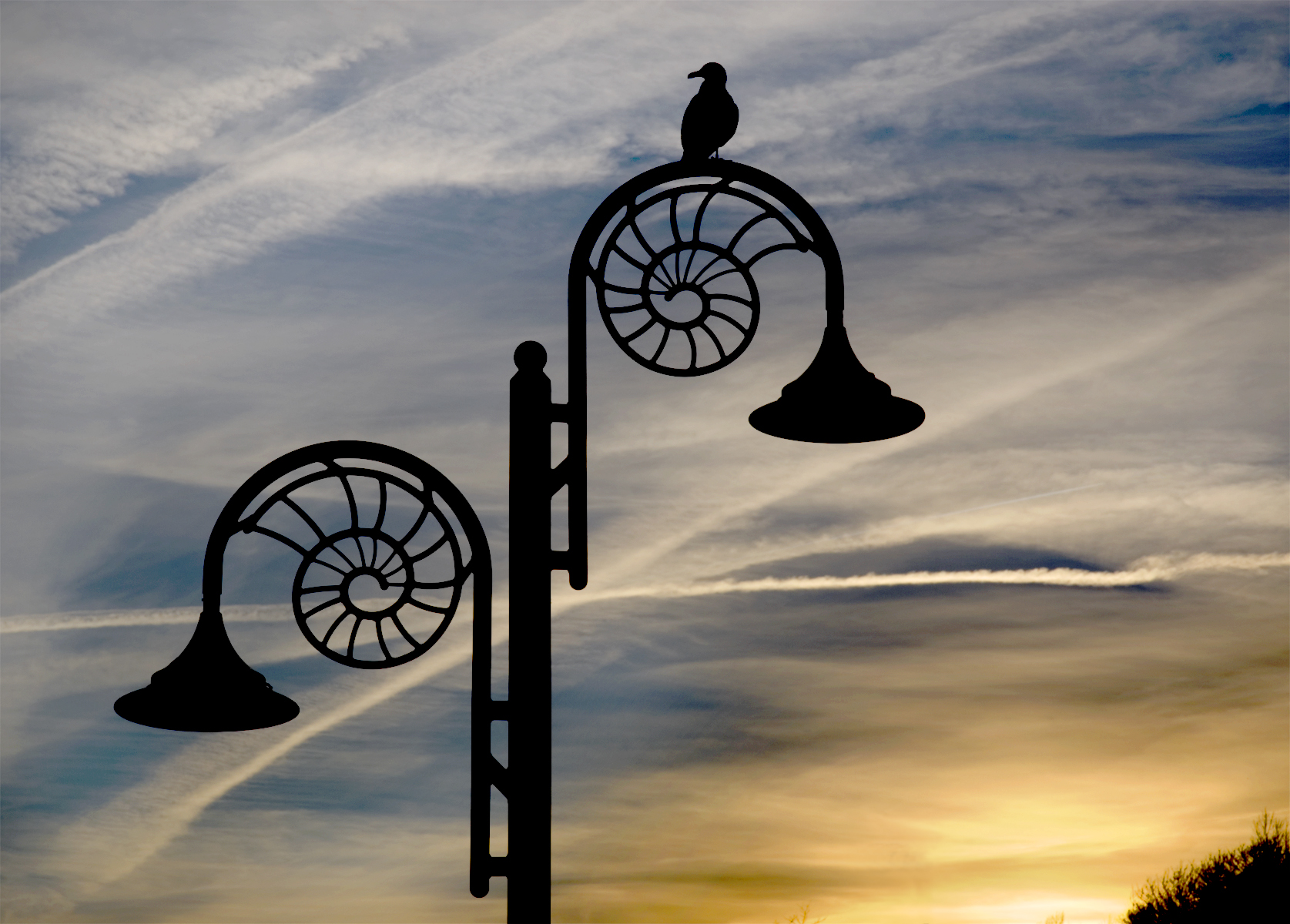
莱姆里吉斯黄昏的菊石造型街灯

莱姆里吉斯（英語：Lyme Regis，/ˌlaɪmˈriːdʒɪs/）是英国多塞特郡的一个海滨城鎮，位于英吉利海峡德文郡和多塞特郡交界的莱姆湾畔。2001年城市共有人口4,406人。

## 地理
莱姆里吉斯的悬崖和海滩属于世界遗产侏罗纪海岸的一部分。蓝石灰岩石群有大量侏罗纪初期的遗迹，那个时期优质的化石很稀少。很多遗迹保存良好，一些重要物种的标本完整。许多恐龙和其他史前爬行动物的遗迹在莱姆里吉斯被玛丽·安宁发现。意义重大的发现包括鱼龙目、蛇颈龙亚目、雙型齒翼龍等。小镇每年举办“玛丽·安宁日”。

## 风景名胜

### 科布

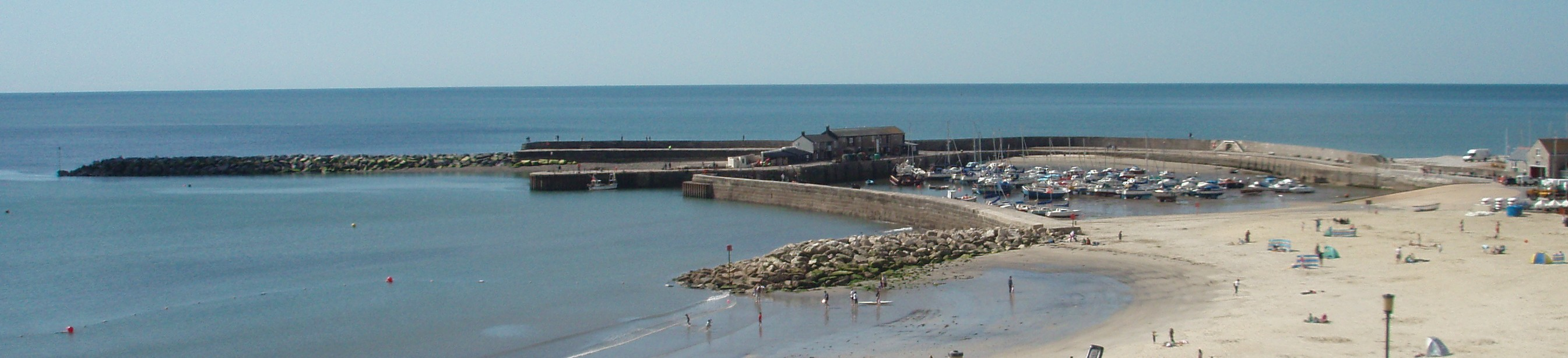
科布，船只在落潮时搁浅在海港

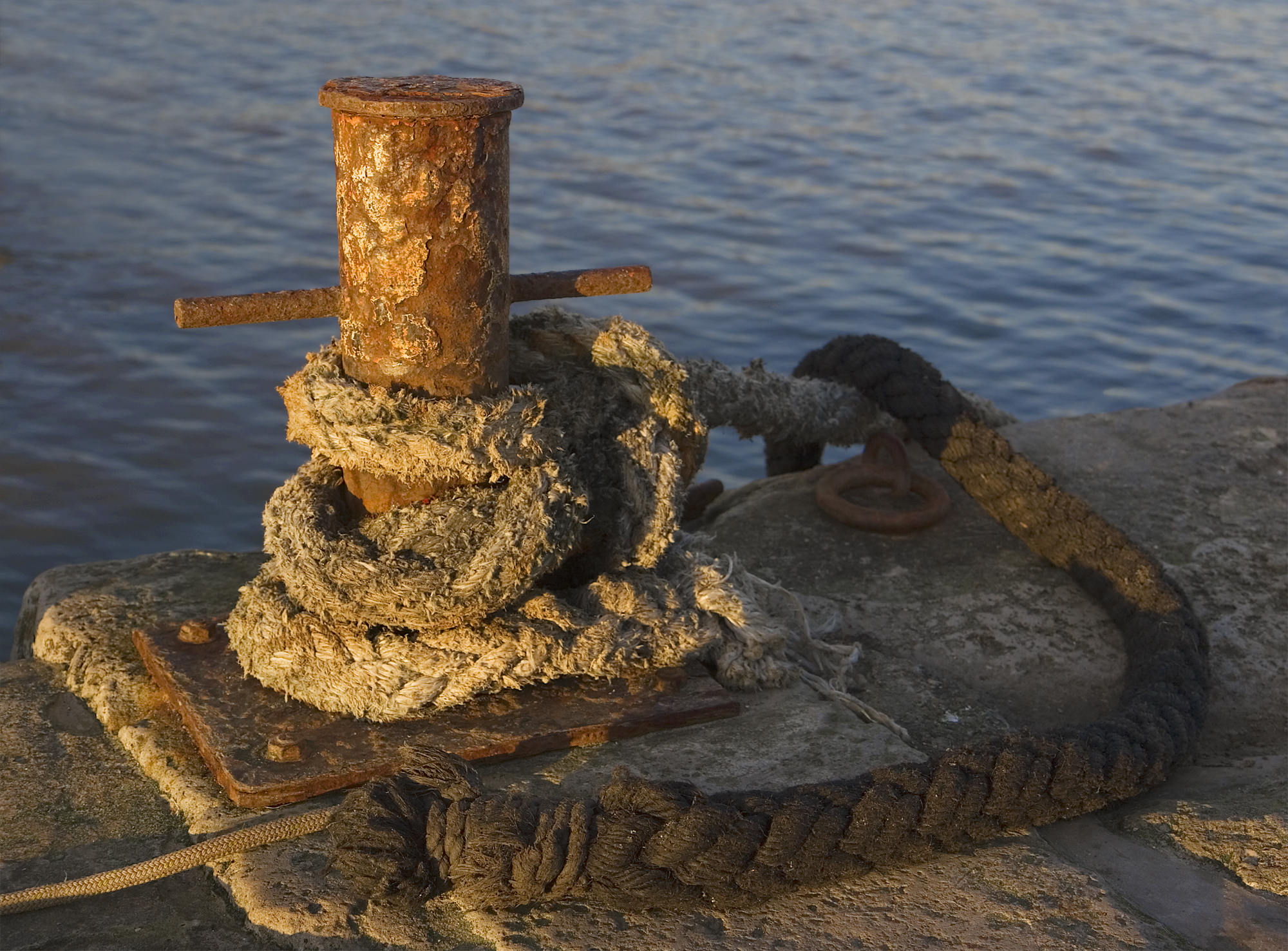
拴船柱

科布（The Cobb）是莱姆里吉斯的一个历史悠久的海港。科布在简·奥斯丁1818年小说《劝导》中是一个重要场所，同样出现在当地作家约翰·福尔斯1969年小说《法国中尉的女人》中，该小说于1981年被搬上银幕，主演梅丽·史翠普凭借该片获得奥斯卡最佳女主角奖提名。
科布对于小城和周边地区的有重要的经济影响。13世纪之前，科布就发展成一个主要的港口和船只建造中心。1780年到1850年期间，建造的船只数量尤其庞大，大约共有100艘船只下水，包括装备12门大炮的皇家海军双桅横帆船。科布的堤坝不仅用来保护小镇免受暴风雨袭击，同时也是一个人工海港。

### 教堂
教堂街的圣米迦勒教堂是教区的教堂，坐落在教堂悬崖上，在那里可以俯视整个古老的小镇。

## 友好城市
- 法國 巴夫勒尔